# هرایرز
روستای لرنشین هرایرز در ۱۵کیلومتری جنوب شرقی شهر نورآباد ممسنی واقع شده‌است، این روستا که دارای قدمتی تاریخی است، دارای طبیعتی زیبا نیز می‌باشد که سالانه هزاران گردشگر را به خود جذب می‌کند.

## موقعیت جغرافیایی
روستای هرایرز در ۱۵کیلومتری جنوب شرقی شهرستان نورآباد ممسنی واقع شده‌است.

## تقسیمات کشوری
از نظر تقسیمات کشوری این روستا جزئی از بخش مرکزی از شهرستان ممسنی، در جنوب کشور ایران و شمال غربی استان فارس می‌باشد.

## چهره‌های شاخص
سید ابراهیم امینی نماینده سابق مجلس و عضو هیئت مؤسس حزب اعتماد ملی- حقوقدان و سیاستمدار 